# Poecilagenia
Poecilagenia is een geslacht van vliesvleugelige insecten van de familie spinnendoders (Pompilidae).

## Soorten
- P. rubricans (Lepeletier, 1845)
- P. sculpturata (Kohl, 1898)